# Coronel Fabriciano
Coronel Fabriciano is een stad en gemeente in de Braziliaanse deelstaat Minas Gerais. Het maakt deel uit van de mesoregio Vale de Rio Doce van de gelijknamige microregio Ipatinga en van de stedelijke regio Vale do Aço. Het ligt op 200 km van de staatshoofdstad Belo Horizonte. De gemeente telt 109.857 inwoners (2016) en is 221,252 km² groot.
De plaats is co-zetel van het rooms-katholieke bisdom Itabira-Fabriciano.

## Galerij

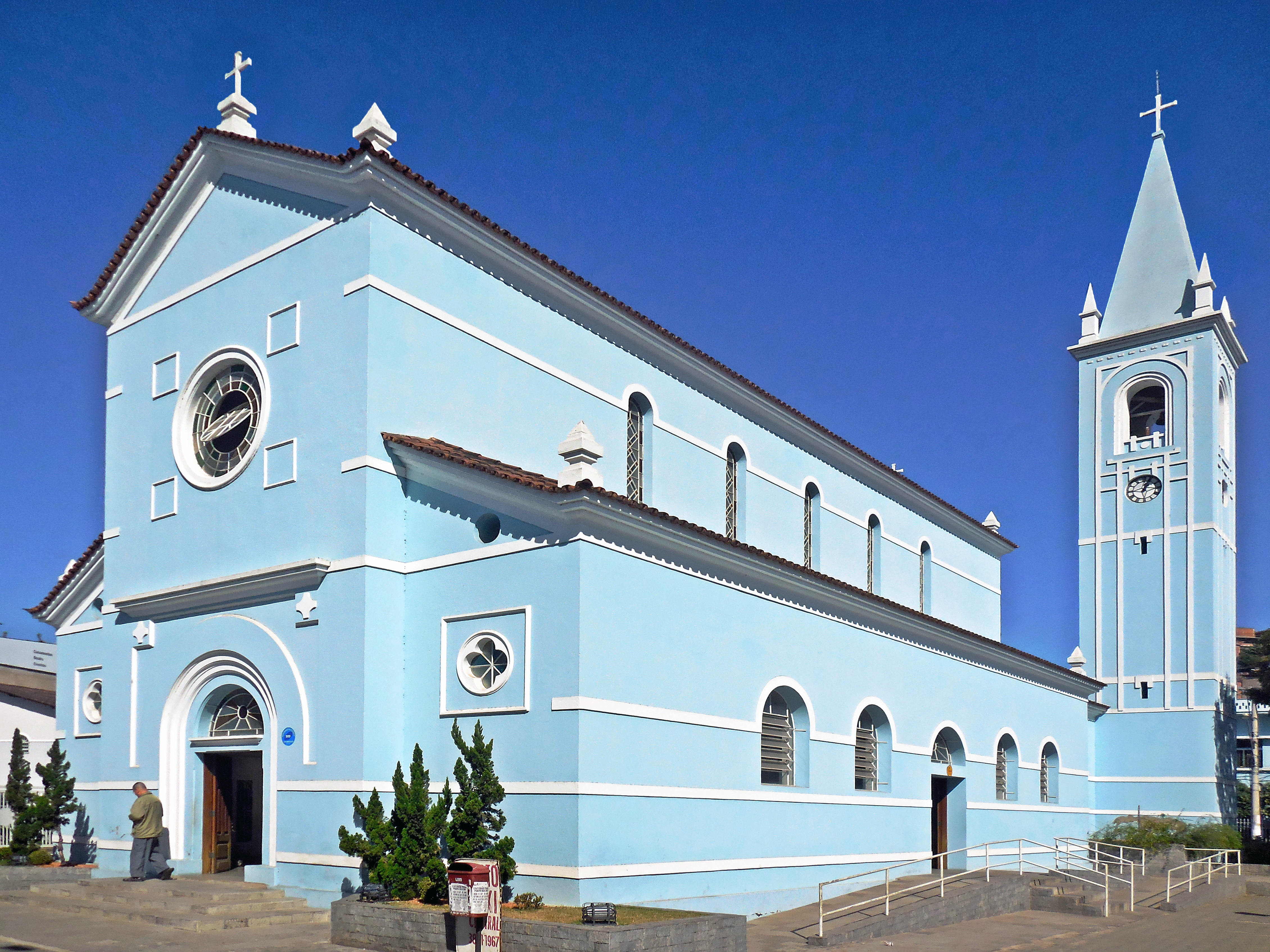
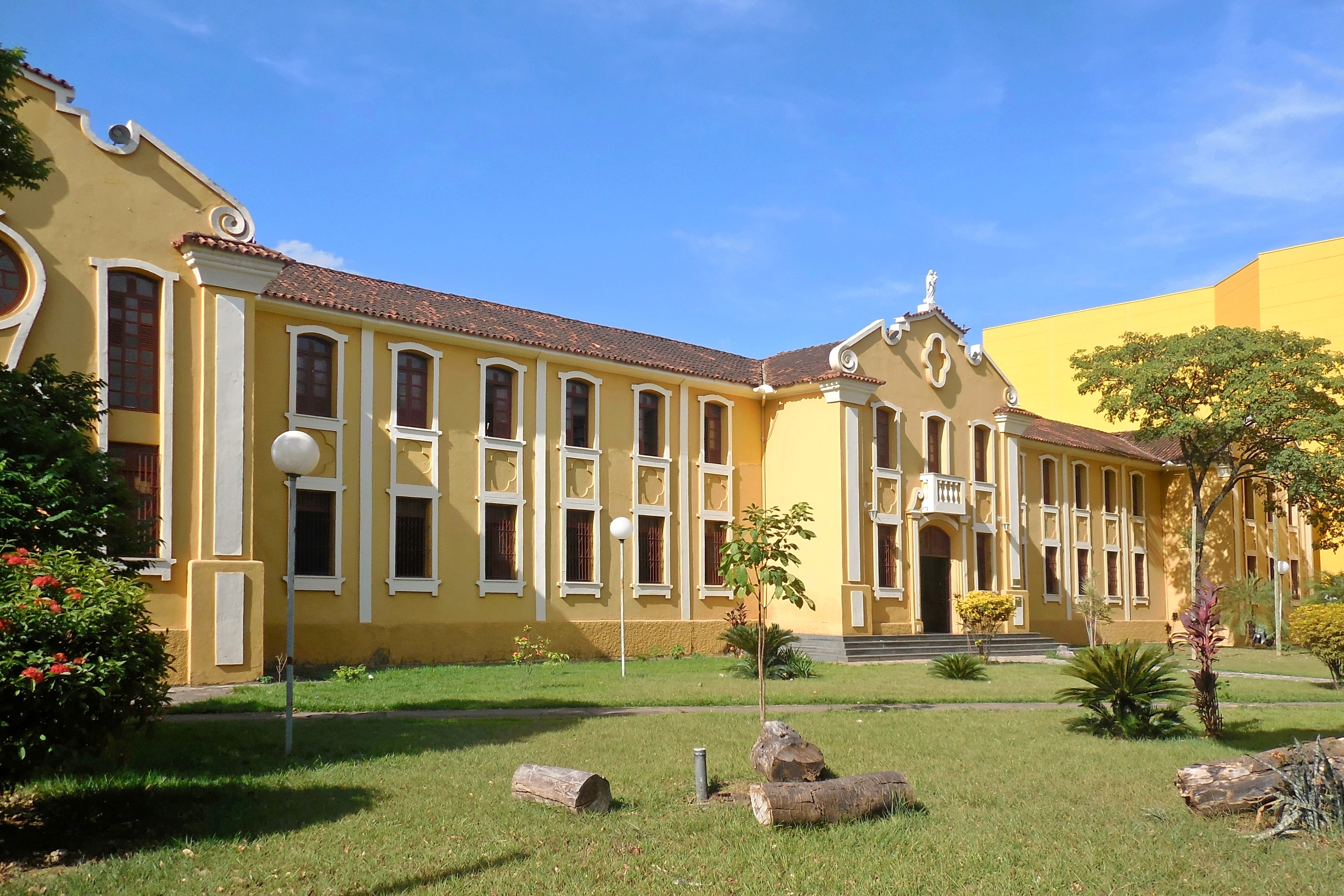
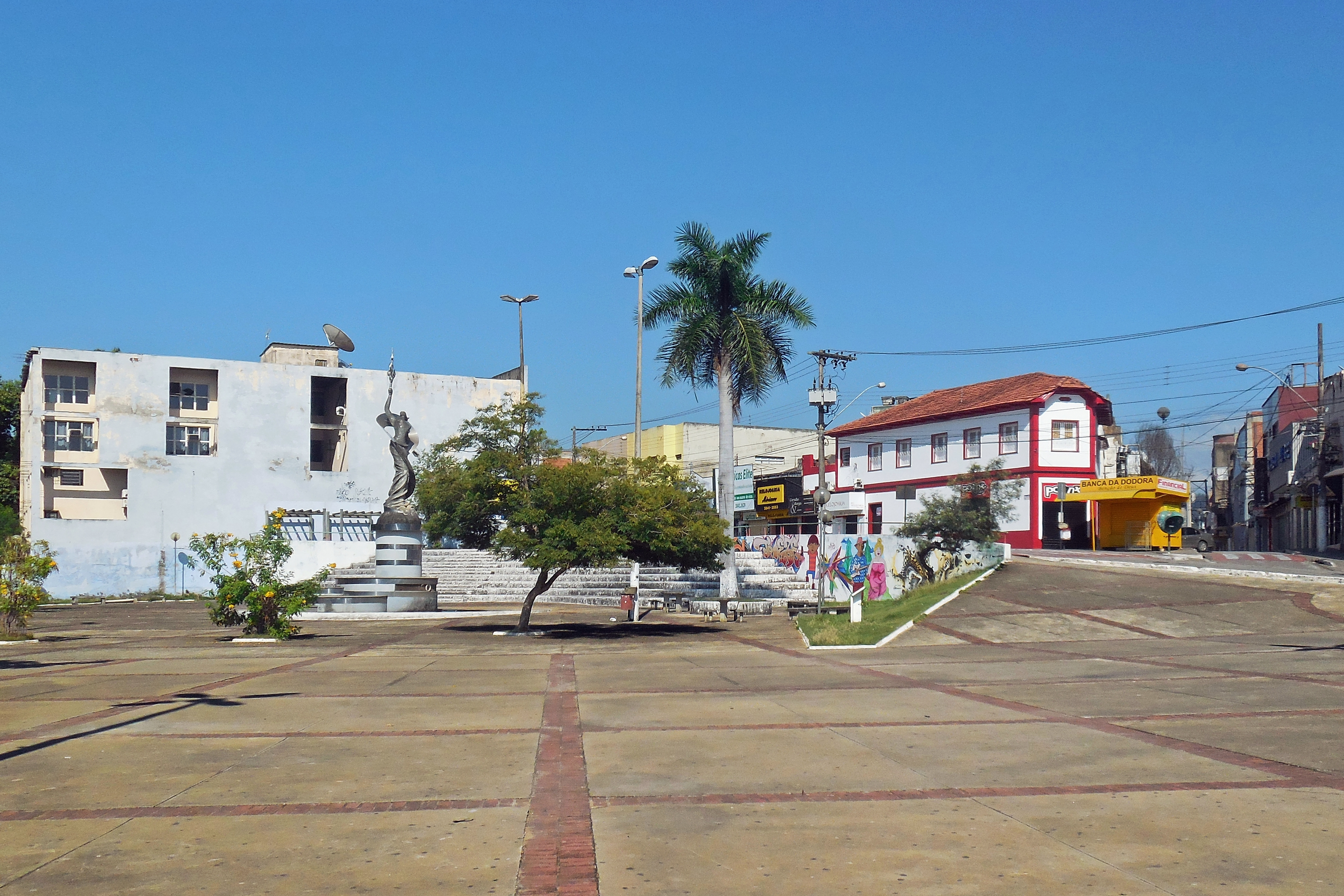
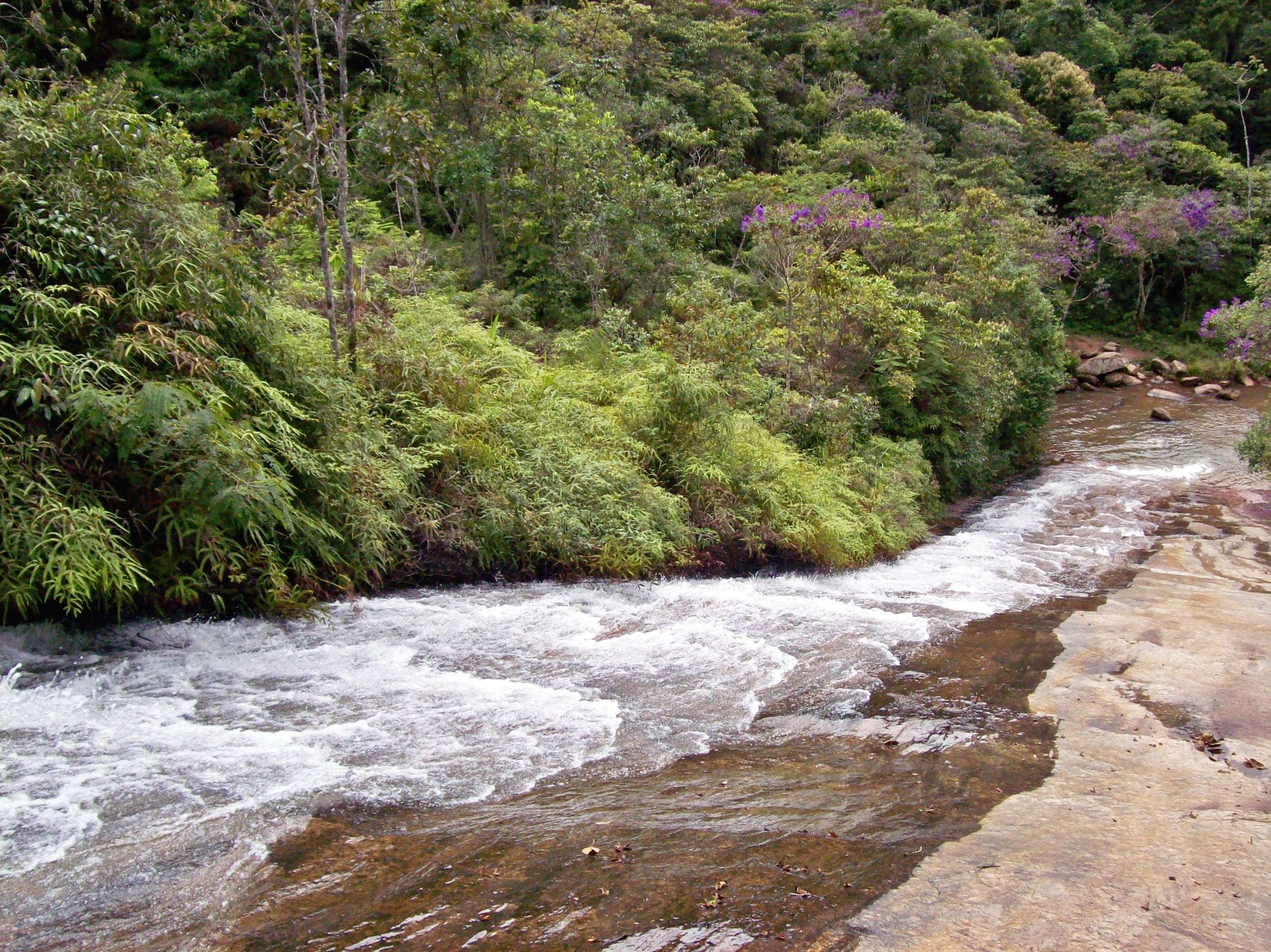
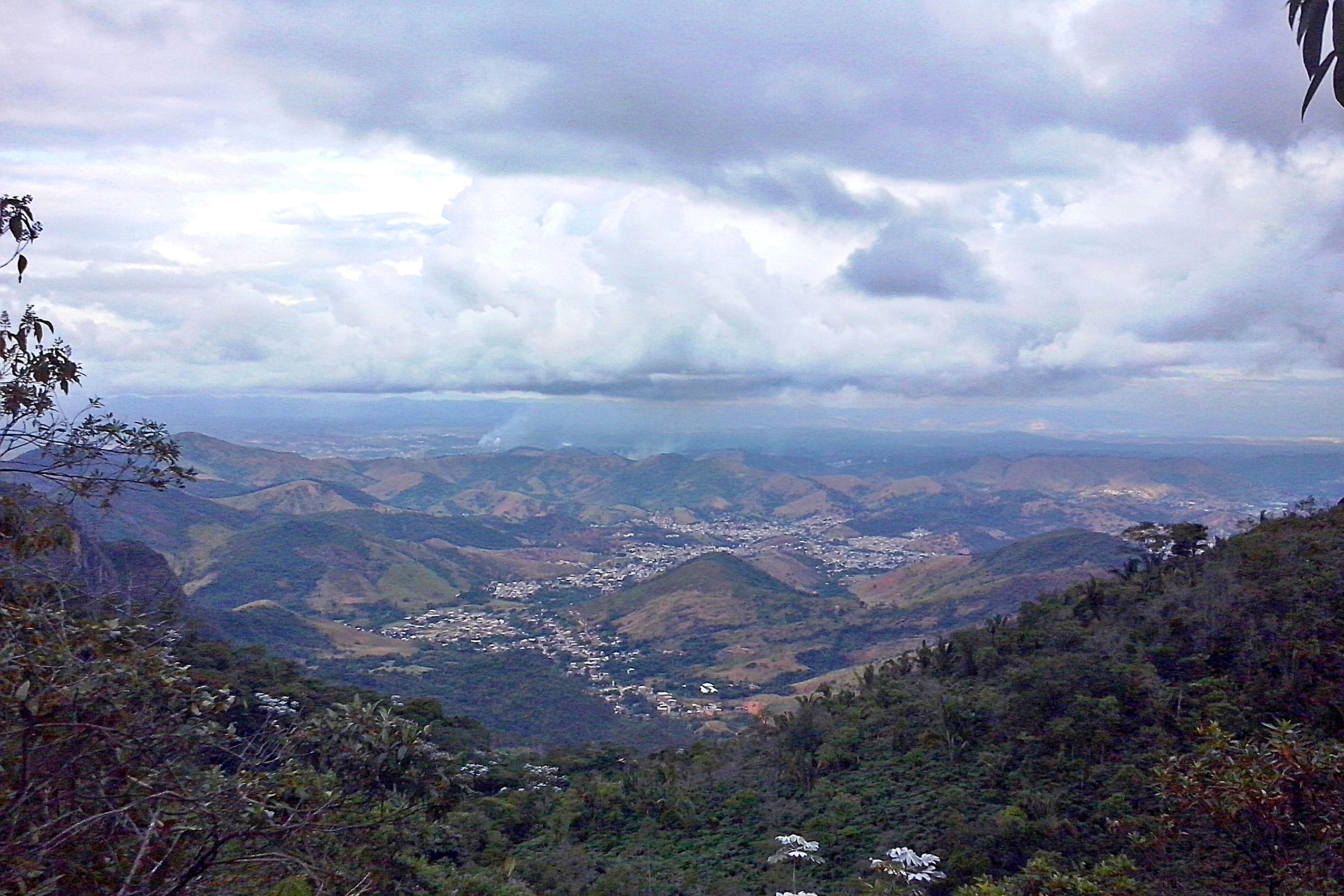
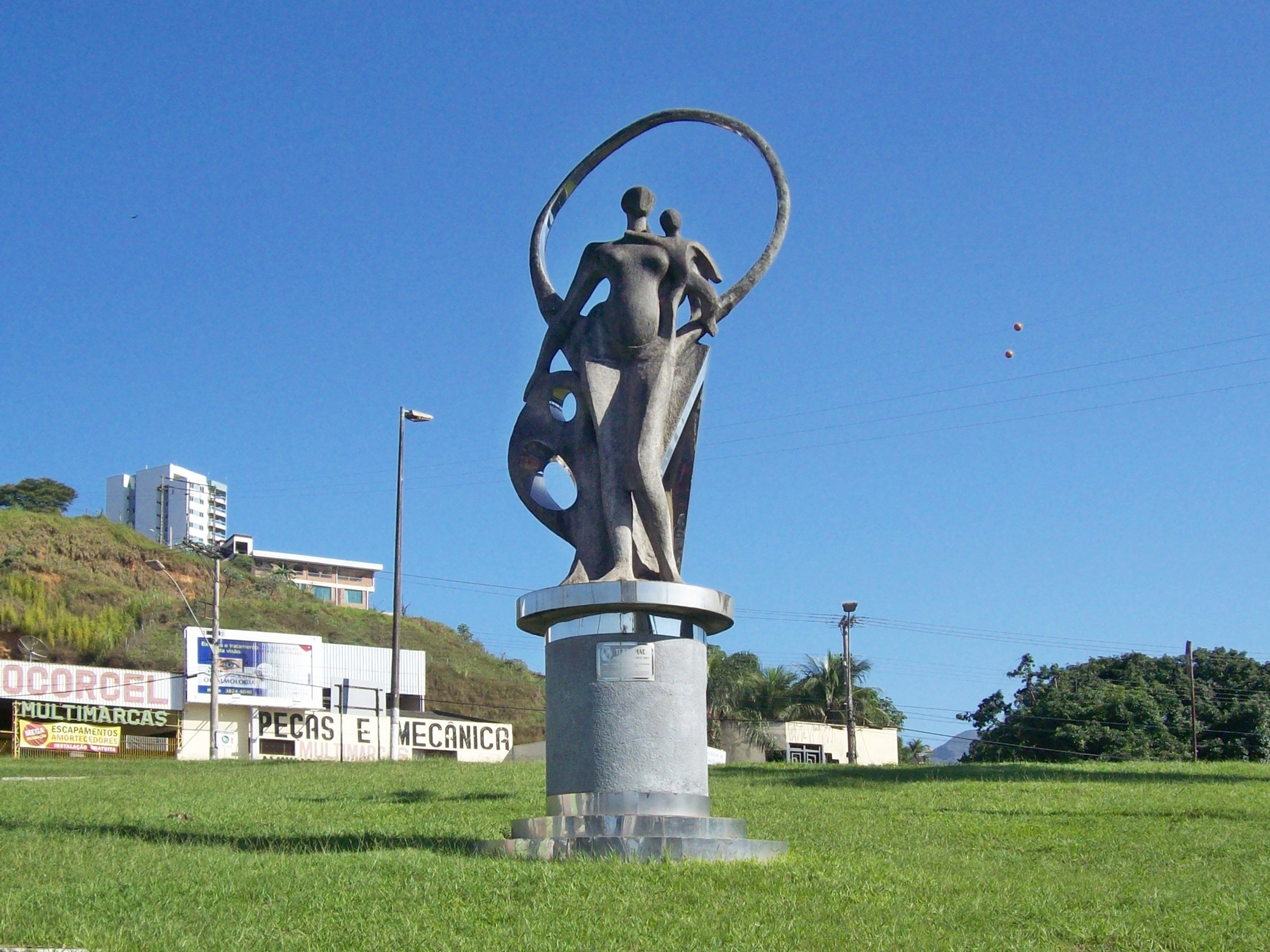